# 위타웅가르스멘
위타웅가르스멘(아이슬란드어: Utangarðsmenn→외부인)은 1979년 결성한 아이슬란드의 펑크 밴드로, 1980년대 초반 왕성한 활동을 보이며 당시 아이슬란드에서 가장 유명한 밴드 중 하나로 자리매김했다. 부비 모르텐스, 믹 폴록, 대니 폴록, 마그누스 스테판손과 루나르 에르들링손으로 구성되어 있었으며, 1980년과 1981년 정규 음반 《Geislavirkir》와 《Í upphafi skyldi endinn skoða》를 발표하고, 1981년 EP 《45RPM》을 추가로 발매했다. 이후 2000년 짧은 복귀와 함께 컴필레이션 음반 《Fuglinn er floginn》ㅇㄹ 발매했다.

## 디스코그래피
정규 음반
- 1980: Geislavirkir
- 1981: Í upphafi skyldi endinn skoða

라이브 음반
- 1994: Utangarðsmenn (compilation)

컴필레이션 음반
- 2000: Fuglinn er floginn (on Bad Taste record label)

EP
- 1980: Ha ha ha (Rækjureggae)
- 1981: 45 RPM